# SVT Flow
SVT Flow var en webb-TV-tjänst från Sveriges Television som var aktiv mellan 23 april 2014 och 16 april 2015.
I tjänsten kunde webbtittare följa en strömmad tablå, men också hoppa framåt eller bakåt i utbudet. Allt som fanns på SVT Flow kom också att finnas på SVT Play. Tjänsten var framtagen av SVT:s egen utvecklingsavdelning.

## Nedläggning och utebliven förhandsprövning
Den 16 april 2015 lades tjänsten ner.
I reglerna om förhandsprövning av nya tjänster från de stiftelseägda mediebolagen finns det sedan den 1 januari 2014 ett undantag som säger att bolagen kan lansera nya tjänster på prov i 12 månader utan att de måste anmäla tjänsterna till Granskningsnämnden för radio och TV. SVT Flow lades ned en vecka innan en sådan anmälan var nödvändig.
SVT har inte uppgett vad satsningen på SVT Flow kostade.